# Julia Fischer (Biologin)

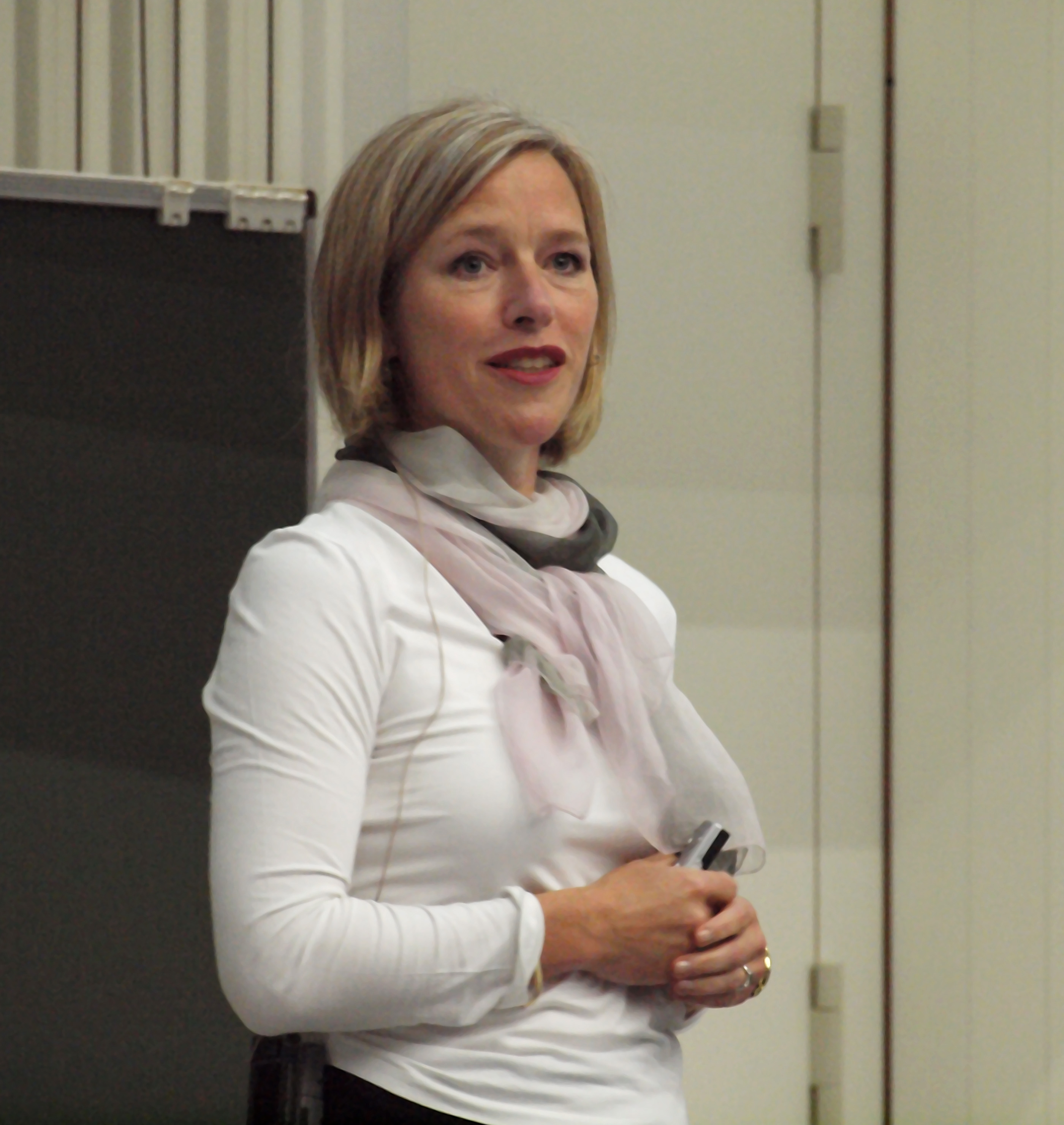
Julia Fischer

Julia Fischer (* 22. Juli 1966 in München) ist eine deutsche Biologin, Primaten- und Verhaltensforscherin, Autorin und Herausgeberin.

## Leben
Nach ihrem Abitur an der reformpädagogischen Odenwaldschule in Heppenheim (Bergstraße) studierte Fischer an der Freien Universität Berlin einige Semester Lateinamerikanistik, Spanisch und Politik, wechselte dann aber zum Fach Biologie, das sie auch an der Universität Glasgow belegte, und wurde im Jahr 1996 mit einer Studie über die Laute der Berberaffen promoviert.
Nach einem Forschungsaufenthalt an der Harvard University und den National Institutes of Health in den USA arbeitete sie von 1997 an als Postdoktorandin an der University of Pennsylvania in Philadelphia. Während dieser Zeit erforschte sie bis 1999 als Leiterin des „Baboon Camp“ in Botswana die Kommunikation freilebender Paviane.
In den Jahren 2000 bis 2004 arbeitete sie am Max-Planck-Institut für evolutionäre Anthropologie in Leipzig, habilitierte sich dort im Jahr 2004 und erhielt ein Heisenberg-Stipendium der Deutschen Forschungsgemeinschaft (DFG). Seit November 2004 ist Fischer Professorin für Kognitive Ethologie an der Biologischen Fakultät der Georg-August-Universität Göttingen und Leiterin der gleichnamigen Forschungsgruppe am Deutschen Primatenzentrum. Ihre Antrittsvorlesung hielt sie am 4. Mai 2005 zum Thema „Zur Evolution der menschlichen Sprache“.

## Wirken
Fischer ist Mitglied des Beirats der Robert Bosch Stiftung „Frauen in der Wissenschaft“, der „Berlin-Brandenburgischen Akademie der Wissenschaften“, der „Jungen Akademie“ (an der Berlin-Brandenburgischen Akademie der Wissenschaften und der Deutschen Akademie der Naturforscher Leopoldina) und der akademischen Arbeitsgruppe „Manieren“. Seit 2014 ist sie ordentliches Mitglied der Akademie der Wissenschaften zu Göttingen und wurde 2022 als Mitglied der Sektion Psychologie und Kognitionswissenschaften in die Nationale Akademie der Wissenschaften Leopoldina aufgenommen. Julia Fischer wurde in den Hochschulrat der LMU München gewählt.
Sie ist Mitherausgeberin und Mitautorin des „Campus-Knigge“.

## Auszeichnungen
- 2013: Werner und Inge Grüter-Preis für Wissenschaftsvermittlung
- 2016: Niedersächsischer Verdienstorden (am Bande)[1]
- 2024: Johannes Gutenberg-Stiftungsprofessur 2025

## Schriften
- Affengesellschaft. Suhrkamp, Berlin 2012, ISBN 3-518-42302-9.
- Categorical Perception. In: K. Brown (Hrsg.): Encyclopedia of Language & Linguistics. Zweite Auflage. Elsevier, Oxford 2006, S. 248–251.
- mit J. Call, J. Kaminski: A pluralistic account of word learning. In: Trends in Cognitive Sciences. 8, 2004, S. 481.
- mit J. Call, J. Kaminski: Word learning in a domestic dog. Evidence for 'fast mapping. In: Science. 304, 2004, S. 1682–1683.
- mit D. M. Kitchen, D. L. Cheney, R. M. Seyfarth: Baboon loud calls advertise male quality: Acoustic features and their relation to rank, age, and exhaustion. In: Behavioural Ecology and Sociobiology. 56, 2004, S. 140–148.

## Video
- Video zu Julia Fischers Forschung (Latest Thinking)